# Lieselotte Van Lindt
Lieselotte Van Lindt (Tienen, 10 mei 1989) is een Belgisch hockeyspeelster. 

## Levensloop
Ze speelt voor KHC Leuven. Met de Belgische vrouwenhockeyploeg plaatste ze zich voor de Olympische Zomerspelen 2012. 
In mei 2015 werd bekend gemaakt dat Van Lindt van KHC Dragons zou terugkeren naar KHC Leuven. Na het EK in datzelfde jaar, besloot ze een punt te zetten achter haar carrière bij de Belgische vrouwenhockeyploeg.